# Jennie Lee (danseuse)
Pour les articles homonymes, voir Jennifer Lee (homonymie).
Jennie Lee, née Virginia Lee Hicks le 23 mars 1928 à Kansas City et morte le 24 mars 1990 à Helendale, en Californie, est une danseuse exotique américaine spécialisée dans le striptease et une légende du burlesque américain, une pin-up et une actrice de cinéma de rôle mineur, qui pratiquait le striptease dans des boîtes de nuit, au cours des années 1950 et 1960. Elle était également connue sous les noms de The Bazoom Girl, The Burlesque Version of Jayne Mansfield et Miss 44 and Plenty More,. Au fil des années, elle collectionne des articles relatifs au burlesque, qui plus tard seront à la base de la collection du Burlesque Hall of Fame.

## Filmographie
Jennie Lee apparaît dans les films suivants :
- 1958 : Abandon
- 1959 : The French Follies
- 1959 : TDing, Dong... A Night at the Follies
- 1961 : TCold Wind in August
- 1961 : Hollywood Bustout
- 1962 : Un pilote dans la Lune
- 1964 : 3 Nuts in Search of a Bolt (en)
- 1969 : I, Marquis de Sade